# راجمة صواريخ

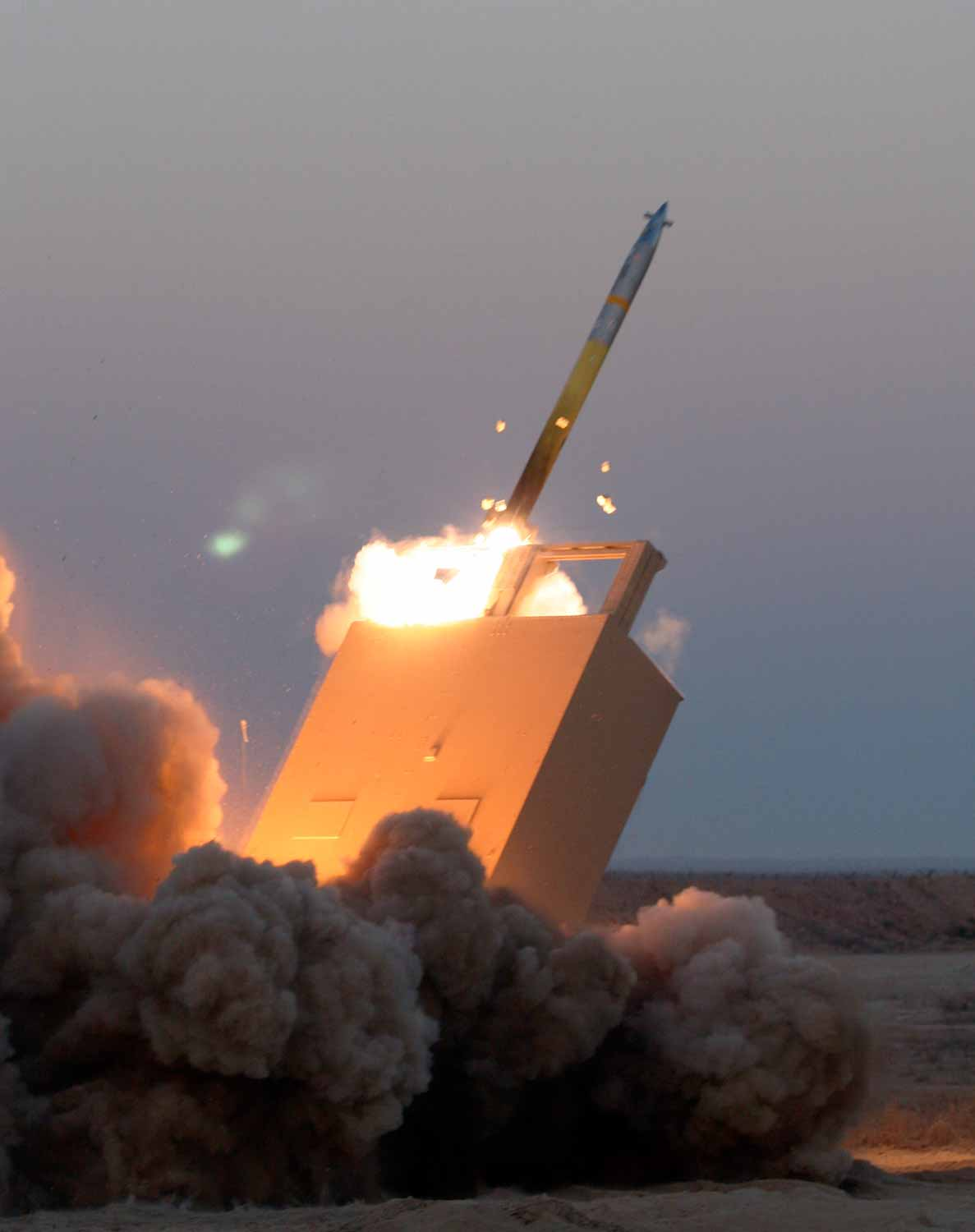
راجمة صواريخ في العراق 2007م

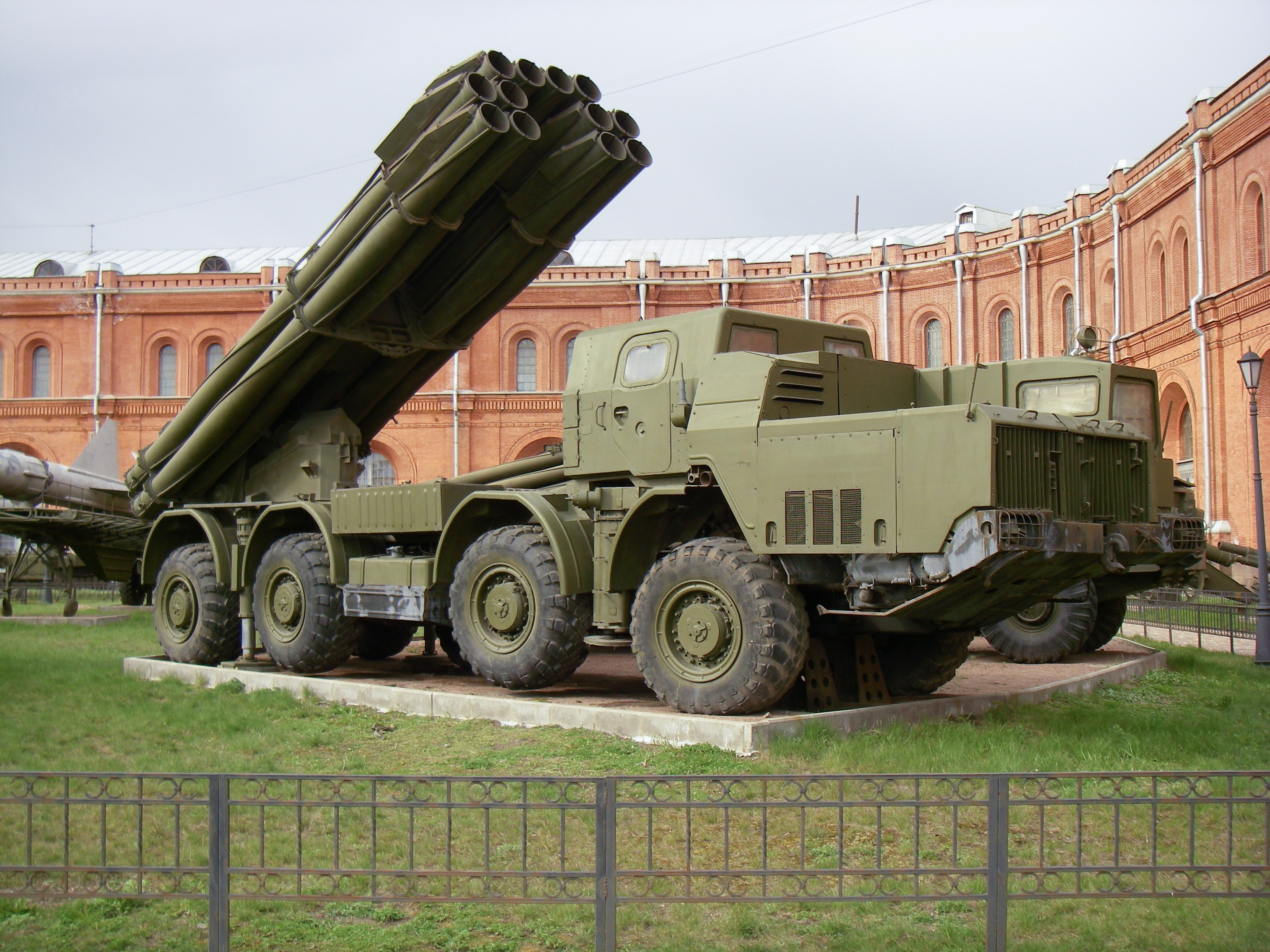
راجمة الصواريخ الروسية بي إم-30 سميرتش في متحف المدفعية بسانت بطرسبرغ.

راجمة الصواريخ أو قاذفة الصواريخ المتعددة هو نوع من المدفعية الصاروخية غير الموجه، يكمن الدور الرئيسي لها في توفير الدعم الناري غير المباشر للقوات البرية وضرباً مساحياً، لتدمير مصادر النيران، وقوات الدفاع الجوي، والتشكيلات المدرعة، والأهداف الحيوية المعادية، في مختلف أعماق ميدان القتال، وإخماد مصادر النيران المعادية، ومعدات الدفاع الجوي الموجودة في المنطقة الأمامية عن طريق إطلاق حجم كبير من النيران في وقت قصير جداً، على أهداف حيوية، وفي توقيتات حرجة بالنسبة لتطور أعمال القتال. وعادة ما تستخدم وحدات راجمات الصواريخ بأسلوب التمركز، بإطلاق النيران، ثم التحرك سريعاً، قبل أن يرصد العدو موقعها، ويوجه نيرانه إليها.
يعد تأثير راجمات الصواريخ شديد التدمر حيث أنها تستطيع إنزال حجم كبير من المتفجرات على الهدف، إلا أن دقة هذه الصواريخ قد لا تكون بدقة المدفعية التقليدية، ومع هذا يلعب سلاح الراجمات دوراً مكملا لدور المدفعية التقليدية.